# Campiglossa occultella
Campiglossa occultella är en tvåvingeart som först beskrevs av Chen 1938.  Campiglossa occultella ingår i släktet Campiglossa och familjen borrflugor. Inga underarter finns listade.